# 721 Tabora
Tabora è un asteroide della fascia principale del diametro medio di circa 76,07 km. Scoperto nel 1911, presenta un'orbita caratterizzata da un semiasse maggiore pari a 3,5582141 UA e da un'eccentricità di 0,1083987, inclinata di 8,34301° rispetto all'eclittica.
Stanti i suoi parametri orbitali, è considerato un membro della famiglia Cibele di asteroidi.
Il suo nome fa riferimento ad un transatlantico di nome Tabora.